# Liste der Wappen der Amtsbezirke Dänemarks
Diese Liste zeigt die Wappen der Amtsbezirke des Königreichs Dänemark.
Berücksichtigt werden in dieser Liste Amtsbezirke (Amter), die in den Jahren von 1970 bis 2006 bestanden.

## Liste
| Lage | Wappen | Amtsbezirk               | Blasonierung und Anmerkungen |
| ---- | ------ | ------------------------ | --- |
|      |        | Københavns Kommune       | Siehe auch : Wappen von Kopenhagen |
|      |        | Frederiksbergs Kommune   | In Silber stehen auf den drei Zinnen einer roten mit goldener Krone belegten Mauer je ein silberner Falke mit roter Haube und goldenem Glöckchen unter zwei grünen Lindenzweigen mit jeweils sieben (3:3:1-1:3:3) Blättern. Das Wappen erinnert eine frühere Falknerei. |
|      |        | Københavns Amt           | In Blau eine goldene Blätterkrone von drei (2:1) goldenen Seeblättern begleitet. Die Krone symbolisiert die Residenzstadt Kopenhagen. |
|      |        | Frederiksborg Amt        | In Rot eine goldene Lilienkrone von zwei ausgerissenen goldenen belaubten Bäumen begleitet. Die Bäume symbolisieren, dass Nordseeland ein dicht bewaldetes Gebiet im Mittelalter war, die Krone symbolisiert die vielen königlichen Paläste in dieser Region. |
|      |        | Roskilde Amt             | In Rot eine goldene Bischofsmütze mit herabhängenden Bändern von drei (2:1) goldenen Rosen begleitet. Die Bischofsmütze symbolisiert die Domstadt Roskilde. |
|      |        | Vestsjællands Amt        | Ein erniedrigter goldener Sparren teilt den Wappenschild in Blau und Gold. Beim Giebel eines (hypothetischen) Wikingerhauses sind oben je ein goldener nach außen gekehrter Drachenkopf in Verlängerung jeder Sparrenseite und unten drei rote Pfähle. Die Wikingerburg Trelleborg liegt in dieser Region. |
|      |        | Storstrøms Amt           | Der blaue Wappenschild ist durch einen schmalen silbernen Wellenbalken geteilt. Oben eine mit den Flügeln schlagende goldene Gans auf einer ebenso gefärbten Kugel (von der Windfahne des „Gänseturms“ der Burg Vordingborg) und unten zwei sich zugewandte goldene schwarzgezungte Lindwürmer (heraldische Symbol Lollands). Die Gans repräsentiert das ehemalige Præstø Amt und die Lindwürmer das ehemalige Maribo Amt. |
|      |        | Fyns Amt                 | In Rot drei goldene Hopfenblätter im Dreipass. Die drei Blätter symbolisieren die ehemaligen Ämter Odense Amt, Svendborg Amt und Assens Amtsrådskreds. |
|      |        | Sønderjyllands Amt       | In Gold zwei laufende blaue rotgezungte und rotbewehrte Löwen, die den Dannebrogwimpel am goldenen Stock halten. Von dem Wappen des Herzogtums Schleswig inspiriert. |
|      |        | Ribe Amt                 | In Silber eine rote Festungsmauer mit offenem Durchgang und drei gezinnten Türmen, der mittlere ist der höhere, ist von drei (2:1) blauen goldgekrönten mit roten Rachen en face gestellten Löwenköpfen begleitet. Die Mauer erinnert an das Schloss Riberhus. Die Löwenköpfe stammen aus dem Wappen Dänemarks und illustrieren die Stadt Ribe, welche zu den königlich-dänischen Enklaven gehörte.                        |
|      |        | Vejle Amt                | Durch zwei trapezförmige Zinnen in Gold und Rot geteilt; oben ein rotes Kleeblattendenkreuz und unten zwei gekreuzte goldene Barten mit nach außen zeigenden Klingen. |
|      |        | Ringkjøbing Amt          | In Blau ein goldener schattierter Hirschkopf mit Geweih und drei (2:1) silbernen sechszackigen Sternen zwischen dem Gehörn. |
|      |        | Viborg Amt               | Der goldene Wappenschild ist geteilt durch eine Welle mit einem blauen schmalen Wellenbalken, über dem zwei schwarze zugewendete Kormorane (dän. skarver) und unterhalb ein Birkhuhn (dän. urfugl) mit gespreizten Beinen sind. |
|      |        | Nordjyllands Amt         | In Gold und Blau geteilter Wappenschild zeigt oben einen silbernen laufenden Löwen und unten zwei silberne Seeblätter, zwischen denen eine goldene gerade Spitze mit einem silbernen Seeblatt eingeschobenen ist. Löwe und Seeblätter stammen beide von dem Wappen Dänemarks. |
|      |        | Århus Amt                | Im blauen Wappenschild ein silberner Anker über einem schräglinken silbernen Wellenbalken. |
|      |        | Bornholms Regionskommune | In Blau ein goldener Basilisk. Bornholm führt neben seinem Wappen noch eine inoffizielle Flagge, die an den Dannebrog angelehnt ist: |